# 中國抵制洋貨史
中國抵制洋貨史在1900年代至1930年代是一場大型社會運動，稱「抵制洋貨運動」、「抵貨運動」，多由學生推動，屬中國學生運動史的一部份。該運動結束後，2000-2020年代仍有不少零星抵制洋貨事件。

## 抵制方式
主要有抵制日貨和抵制美貨。抵制洋貨是民間和商界自發，帶中國民族主義和中國愛國主義色彩，大多是民間罷買、民間要求商家把貨品下架、民間已買的貨品要拒絕使用甚至銷毀。關於「抵制」和「封殺」在中國應用的區別，可參見被中國封锁的外國网站（例如對維基百科的封鎖通常被表述為「封殺」）。

## 观点
端传媒分析抵制洋貨的方式在2017年有了本質的變化。從2008年中國抵制家樂福到2012年中國反日示威暴動為例，對比2017年抵制乐天集团時，「從前的抵制活動，是人們聚集到敵人面前，宣揚聲勢，彼此串聯，齊喊口號。今天官媒眼中的理想抵制，是人們在家裏上微博、微信發帖、轉載，清空自己的淘寶購物車，取消攜程上預訂的濟州島來回機票、把『歐巴』換成『國產愛豆』。」針對代理商和用戶也是中國人，民眾更趨理性考慮避開，而不是被情緒主導進行自相攻擊和打砸。香港01分析2012年砸日系車並非出於消費者的現實使用考量，而抵制時的消費者意識在2021年有明顯增強。

## 列表
| 事件                   | 性質、被抵制對像                 | 導火線                                                 |
| ---------------------- | -------------------------------- | ------------------------------------------------------ |
| 1905年抵制美貨運動     | 抵制美國貨                       | 清朝續約《葛禮山-楊儒條約》                            |
| 2005年中國反日游行     | 抵制日資百貨公司                 | 日本爭取成為聯合國安理會常任理事國、日本历史教科书问题 |
| 2008年中国抵制家乐福   | 抵制法國超市家樂福               | 北京奧運火炬接力巴黎站火炬被西藏民族主義者搶奪         |
| 2012年中国反日示威活動 | 抵制日貨，演變為打砸搶日貨、暴動 | 钓鱼岛国有化                                           |
| 2017年南韓部署薩德     | 抵制乐天集团、演藝界「限韓令」   | 南韓部署薩德反導彈                                     |
| 2021年新疆棉事件       | 抵制不使用新疆棉的西方和日本企業 | 美國《防止強迫維吾爾勞動法》                           |